# سیلویا چانگ
سیلویا چانگ (انگلیسی: Sylvia Chang؛ زادهٔ ۲۱ ژوئیهٔ ۱۹۵۳) هنرپیشه، نویسنده، کارگردان فیلم، خواننده و تهیه‌کننده فیلم اهل تایوان است.
از فیلم‌هایی که وی در آن نقش داشته‌است، می‌توان به ویولن قرمز، دل اغواگر، راپسودی برنج و نیروی حمله زد اشاره کرد.
همچنین برندهٔ جوایزی همچون جایزه ققنوس زرین شده‌است.